# Alexander Georg Mosle
Alexander Georg Mosle (* 8. September 1827 in Bremen; † 21. August 1882 in Rio de Janeiro) war ein deutscher Kaufmann, Politiker und Reichstagsabgeordneter.

## Biografie

### Ausbildung und Beruf
Mosle war der Sohn des Kaufmanns Georg Rudolph Mosle (1796–1870), der 1825 Bremer Bürger wurde. Der Vater war Teilhaber der Firma Stockmeyer & Co und gründete später seine eigene Firma Mosle & Co. Mosle besuchte die Haupt- und die Handelsschule in Bremen und wurde wie sein Vater Kaufmann. Er reiste 1848 nach Rio de Janeiro, wurde Teilhaber der Firma Stockmeyer und Bremer Konsul (oder Generalkonsul) für Brasilien. Er kehrte 1862 nach Bremen zurück. Nachdem der Vater sich aus den Geschäften zurückgezogen hatte, übernahm der Sohn die Firmen mit Sitz in der Martinistraße.

### Politik
Er war vom 1. Januar 1864 bis zum 31. Dezember 1878 Mitglied der Bremischen Bürgerschaft.
Mosle war vom 1. Reichstag von 1871 bis 1881, Mitglied des Reichstages (MdR) für den Reichstagswahlkreis Freie Hansestadt Bremen. Er schloss sich der Nationalliberalen Partei (NLP) an. Für die Reichstagswahl 1874 kandidierte der Liberale im Wahlkreis Bremen gegen den Unternehmer und Gründer des Norddeutschen Lloyds H.H. Meier für den Reichstag, der vor 1871 den Wahlkreis vertreten hatte. Er wurde mit großem Stimmenvorsprung mit Unterstützung der Liberalen und der Demokraten gewählt. Die NLP nahm im 2. Reichstag bei der Reichstagswahl 1874 39,0 % der Mandate ein. Auch zum 3. Reichstag bei der Reichstagswahl 1877 (NLP = 32,2 % der Sitze) und zum 4. Reichstag bei der Reichstagswahl 1878 (NLP = 24,9 %) wurde er wieder gewählt. Er erhielt 1878 etwa doppelt so viel Stimmen wie der Gegenkandidat der Sozialistischen Arbeiterpartei (SAPD). Im Mai 1879 trat er für die Einführung von Schutzzöllen ein – seine Partei war in dieser Frage tief gespalten. In Bremen stieß seine Entscheidung vor allem in der Kaufmannschaft auf heftigen Widerstand. In einer Versammlung im Börsensaal am 8. Mai 1880 wurde er aufgefordert, sein Reichstagsmandat niederzulegen. Er verließ die NLP-Fraktion, blieb jedoch bis zum Ende der Legislaturperiode im Oktober 1881 Abgeordneter. Die NLP verlor bei der Reichstagswahl 1881 deutlich an Stimmen und büßte mehr als die Hälfte ihrer Mandate ein. Hermann Henrich Meier, der an seiner Stelle erneut nominiert wurde, konnte den Wahlkreis hingegen erneut gewinnen.

### Weitere Ämter
Mosle war Mitglied der Handelskammer Bremen und vom 25. November 1867 bis zum 31. Oktober 1878 Mitglied des bleibenden Ausschusses des deutschen Handelstags (DHT), vom 23. Oktober 1868 bis zum 31. Oktober 1878 stellvertretender DHT-Präsident und vom 13. Dezember 1875 bis zum 22. April 1876 kommissarischer Vorsitzender des DHT. Er war Vorstandsvorsitzender der ersten deutschen Nordseefischerei-Gesellschaft, Mitglied im Verwaltungsrat der Deutschen Bank, Vorsitzender des Deutschen Central-Comités für Schiffsclassification und Landes-Delegierter des königlichen Kommissars und Militair-Inspecteurs für freiwillige Krankenpflege. 1870, während des Deutsch-Französischen Kriegs, führte er den Bremer Hülfsverein. Er und sechs weitere Bremer Kaufleute gehörten dem Bremer Komitee zur Unterstützung der „2. Deutschen Nordpolarfahrt“ an, welche 1869 die Schonerbrigg „Hansa“ für diese Expedition ausrüsteten.
Der Konsul-Mosle-Weg im Bremer Stadtteil Horn-Lehe wurde nach ihm benannt.
Sein Sohn Alexander Georg (1862–1949) war Kaufmann, Unternehmer und Honorar-Konsul von Belgien in Japan. Er war das fünfte Kind, er hatte noch 7 weitere Geschwister, von denen zwei Brüder, Georg Rudolf Mosle und Christian Mosle, als Kaufmann in Japan tätig waren. Seine Schwester Hermina Mosle heiratete den Kaufmann Hinrich Ahrens und sie lebte etwa zwei Jahre mit ihrem Mann zusammen in Japan.